# Maurice Montuclard
Pierre Marie Maurice (Marie-Ignace) Montuclard, né le 21 octobre 1904 à Saint-Étienne et mort le 22 décembre 1988 à Nyons, est père dominicain de 1928  à 1953, prêtre ouvrier puis chercheur.

## Biographie
Maurice Montuclard prit part à la Résistance. Il est fondateur du mouvement Jeunesse de l’Église.
Il est contraint de quitter l'Ordre des Dominicains le 8 mai 1953 et devient chercheur au Centre national de la recherche scientifique, cofondateur du Laboratoire d'économie et sociologie du travail, avec François Sellier, à l’Université d'Aix-en-Provence, puis fondateur du Laboratoire de Sociologie Industrielle, toujours à l'Université d'Aix-en-Provence.

## Vie privée
Il épouse Marie Aubertin après avoir quitté l'habit.

## Œuvres
- "La dynamique des comités d'entreprise. Exploration sociologique de quelques effets de l'institution des comités d'entreprise sur les relations industrielles". Éditions du CNRS, Paris, 1963
- Conscience religieuse et démocratie. La deuxième démocratie chrétienne en France 1891-1902, Paris, Seuil, 1965.
- Orthodoxies. Esquisses sur le discours idéologique et sur le croire chrétien, Paris, Cerf, 1977.